# Benedikt
Benedikt oder Benedict ist ein männlicher Vorname oder Familienname.

## Herkunft und Bedeutung
Der Name Benedikt geht auf die lateinische Vokabel benedictus zurück. Bei benedictus handelt es sich um ein Nominativ Singular maskulin Partizip Perfekt Passiv von benedicere, was auf bene-dīco zurückgeht und zunächst „Gutes reden“ bedeutet, was dann zu „loben“ und im religiösen Kontext zu „segnen“ erweitert wurde. Die Bedeutung des Namens wird klassisch als „der Gesegnete“ bzw. „gesegnet“ angegeben.

## Verbreitung
Im Christentum ist Benedikt bzw. Benedict seit Benedikt von Nursia geläufig und wurde von 16 Päpsten getragen.
In seiner Schreibweise Benedikt ist der Name vor allem im deutschen Sprachraum, Island und der Slowakei verbreitet. In Island hat der Name sich unter den beliebtesten Jungennamen etabliert. Im Jahr 2016 belegte er Rang 16 der Hitliste. In Österreich wird der Name zwar etwas seltener vergeben, gehört jedoch auch zu den beliebtesten Jungennamen. Im Jahr 2019 belegte er Rang 57 der Vornamenscharts.
Benedict kam in England im 12. Jahrhundert in Gebrauch und entwickelte sich rasch zu einem populären Vornamen. In den 1990er Jahren war der Name in England und Wales noch mäßig populär, seitdem wurde er immer seltener vergeben. Seit 2018 gehört er nicht mehr zu den 500 meistvergebenen Jungennamen. Auch in den USA wird der Name nur sehr selten vergeben.
In den Niederlanden stand Benedikt im Jahr 2014 auf Rang 13 der beliebtesten Erstnamen (Rang 31 als Zweitname), in der Schreibweise Benedict belegte er Rang 75 (Rang 185 als Zweitname).
Benedikt ist in Deutschland zwar ein populärer Vorname, jedoch gehörte er nie zu den meistvergebenen Jungennamen. Im Jahr 2021 belegte Benedikt Rang 89 der Vornamenscharts. Etwa 92 % aller Namensträger tragen den Namen in der Schreibweise Benedikt, nur etwa 8 % werden Benedict geschrieben. Besonders verbreitet ist der Name in Bayern.
Die teilweise eingedeutschte Form Bendicht ist in der Schweiz gebräuchlich.

## Varianten
- Dänisch
  - Diminutiv: Bendt, Bent
- Deutsch: Benedict
  - Niederdeutsch (Diminutiv): Bendix
- Englisch: Benedict, Bennett
  - Diminutiv: Ben, Bennie, Benny
- Estnisch: Benedictus
- Finnisch: Pentti
- Französisch: Benoît
  - Provenzalisch: Bénézet
- Hawaiianisch
  - Diminutiv: Peni
- Italienisch: Benedetto, Benito
  - Diminutiv: Bettino
- Jiddisch: בענעש benesch
- Latein: Benedictus
- Lettisch: Benedikts
- Litauisch: Benediktas
  - Diminutiv: Benas
- Niederländisch: Benedictus
  - Diminutiv: Ben
- Norwegisch
  - Diminutiv: Bendik
- Polnisch: Benedykt
  - Kaschubisch (Diminutiv): Beno, Bénk
- Portugiesisch: Benedito
  - Galicisch: Bieito
  - Diminutiv: Bento
- Schwedisch
  - Diminutiv: Bengt
- Spanisch: Benito
- Russisch: Бенедикт Benedikt
- Ungarisch: Benedek, Benett
  - Diminutiv: Bence

Für weibliche Varianten: siehe Benedicta#Varianten

## Namenstage
Die verschiedenen Namenstage lassen sich auf folgende Heilige zurückführen:
- 12. Januar – Gedenktag des Hl. Benedikt Biscop Baducing (628–690), englischer Mönch
- 20. Januar – Gedenktag des Sel. Benedikt Ricasoli († 1107), italienischer Einsiedler-Mönch
- 12. Februar –  Gedenktag (im Regionalkalender Aachen) des Hl. Benedikt von Aniane (Geburtsname: Witiza, um 750–821)
- 21. März – Todestag des Hl. Benedikt von Nursia (um 480–547), Begründer des westlichen Mönchtums
- 4. April – Gedenktag des Hl. Benedikt der Mohr (1526–1589), afrikanisch-italienischer Mönch in Palermo
- 16. April – Gedenktag des Hl. Benedikt Joseph Labre (1748–1783), französischer Mystiker
- 24. April – Gedenktag des Hl. Benedetto Menni (1841–1914), italienischer Priester
- 8. Mai – Gedenktag des Hl. Papst Benedikt II. († 685)
- 11. Juli – Gedenktag des Hl. Benedikt von Nursia als Patron Europas (seit 1970)
- 26. September – Gedenktag des Benito Jerónimo Feijoo (1676–1764), spanischer Mönch
- 12. November – Gedenktag des Hl. Benedikt (Einsiedler) († 1003), italienischer Einsiedler, Märtyrer in Polen

## Bekannte Namensträger

### Päpste
Benedikt hießen folgende Päpste und Gegenpäpste:
- Benedikt I. 575–579
- Benedikt II. 683–685
- Benedikt III. 855–858
- Benedikt IV. 900–903
- Benedikt V. 964
- Benedikt VI. 972–974
- Benedikt VII. 974–983
- Benedikt VIII. 1012–1024
- Benedikt IX. 1032–1048
- Benedikt X. (Gegenpapst) 1058–1059
- Benedikt XI. 1303–1304
- Benedikt XII. 1334–1342
- Benedikt XIII. (Gegenpapst) 1394–1423
- Benedikt XIV. (Gegenpapst) 1425–1430
- Benedikt XIII. 1724–1730
- Benedikt XIV. 1740–1758
- Benedikt XV. 1914–1922
- Benedikt XVI. 2005–2013

### Sonstige, einnamig
- Benedikt von Ahlefeldt (Propst) (um 1435–um 1505), dänischer Amtmann und Klosterpropst zu Uetersen
- Benedikt von Ahlefeldt (1440–1500), Ritter und Gutsherr von Lehmkuhlen, Hasselburg und Wittmold
- Benedikt I. von Ahlefeldt (Haseldorf) († 1586), Erbherr auf Haseldorf
- Benedikt von Ahlefeldt (1546–1606), Amtmann von Steinburg
- Benedikt von Ahlefeldt (1593–1634), Erbherr auf Haseldorf, Osterrade, Kluvensiek und Klosterpropst zu Uetersen
- Benedikt von Ahlefeldt (Haselau) († 1698), Herr auf Haseldorf und Haselau
- Benedikt von Ahlefeldt (Osterrade) (1650–1712), Herr auf Osterrade, Kluvensiek, Sehestedt und Kronsburg
- Benedikt von Ahlefeldt (1678–1757), Gutsherr von Jersbek und Stegen
- Benedikt von Ahlefeldt (1685–1739), deutscher Amtmann und Hofbeamter
- Benedikt von Ahlefeldt (Landrat) (1717–1776), Kommandant von Helgoland und Landrat in Uetersen
- Benedikt Wilhelm von Ahlefeldt (1678–1748), Herr auf Kaden, Major und Landrat
- Benedikt von Aniane (* vor 750; † 821), Reformabt des 9. Jahrhunderts
- Benedikt I. (Gran) († nach 1055), Erzbischof in Ungarn
- Benedictus Polonus (polnisch: Benedykt Polak, um 1200–um 1280), polnischer Franziskaner

### Vorname
Benedikt
- Benedikt Bachmeier senior (1852–1912), deutscher Gutsbesitzer und Mitglied des Deutschen Reichstags
- Benedikt Beisheim (* 1987), deutscher Säbelfechter
- Benedikt Doll (* 1990), deutscher Biathlet
- Benedikt Dreyer (* vor 1495; † nach 1555), deutscher Bildschnitzer und Maler
- Benedikt Duda (* 1994), deutscher Tischtennisspieler
- Benedikt Dyrlich (* 1950), sorbischer Schriftsteller, Politiker und Journalist
- Benedikt Friemert (* 1963), deutscher Generalarzt des Heeres der Bundeswehr
- Benedikt Fuchs (* 1987), österreichischer Journalist und Fernsehmoderator
- Benedikt Gambs (* um 1703; † 1751), Maler des Barock
- Benedikt Gutjan (* 1983), deutscher Radiomoderator und Synchronsprecher
- Benedikt Höwedes (* 1988), deutscher Fußballspieler
- Benedikt Jäckle (* 1996/97), deutscher Jazzmusiker
- Benedikt Kautsky (1894–1960), österreichischer Ökonom und Finanzfachmann
- Benedikt Kirsch (* 1996), deutscher Fußballspieler
- Benedikt König (1842–1906), deutscher Bildhauer, Bildschnitzer, Gießer und Modelleur
- Benedikt Kuhn (* 1986), deutscher politischer Beamter (CDU)
- Benedikt Niese (1849–1910), deutscher Klassischer Philologe und Althistoriker
- Benedikt Oberndorfer (1912–1977), deutscher römisch-katholischer Priester und Abt
- Benedikt Pillwein (1779–1847), österreichischer Jurist
- Benedikt Reetz (1897–1964), deutscher Abt der Benediktiner
- Benedikt Ried (* um 1454; † 1534), deutsch-böhmischer Architekt der Spätgotik und der Renaissance
- Benedikt Rubey (* 1981), österreichischer Filmeditor
- Benedikt Schmittmann (1872–1939), deutscher Sozialwissenschaftler und Sozialpolitiker
- Benedikt Schwank (1923–2016), deutscher Benediktinermönch und Professor für Neues Testament und Biblische Archäologie
- Benedikt Wagner (* 1990), deutscher Säbelfechter
- Benedikt Waldeck (1802–1870), deutscher Politiker
- Benedikt Weber (* 1974), deutscher Moderator und Synchronsprecher
- Benedikt Zenetti (1821–1904), deutscher Abt der Benediktiner

Benedict
- Benedict Anderson (1936–2015), amerikanischer Politikwissenschaftler britisch-irischer Herkunft
- Benedict Arnold (1741–1801), amerikanischer Rebell, General und Überläufer
- Benedict Cumberbatch (* 1976), britischer Schauspieler und Synchronsprecher
- Benedict Eggeling (* 1999), deutscher Ruderer
- Benedict Freitag (* 1952), Schweizer Theater- und Filmschauspieler
- Benedict Friedlaender (1866–1908), deutscher Zoologe und Sexualwissenschaftler
- Benedict von Herman (1689–1782), schwäbischer Fernhandelskaufmann
- Benedict Jacka (* 1980), britischer Autor
- Benedict Kloeckner (* 1989), deutscher Cellist
- Benedict Mason (* 1954), britischer Komponist
- Benedict Mirow (* 1974), deutscher Regisseur und Autor
- Benedict Neff (* 1983), Schweizer Journalist
- Benedict Neuenfels (* 1966), deutscher Director of Photography (Kameramann)
- Benedict Randhartinger (1802–1893), österreichischer Sänger (Tenor), Komponist und Hofkapellmeister
- Benedict Samuel (* 1988), australischer Schauspieler, Drehbuchautor und Regisseur
- Benedict Wells (* 1984), deutsch-schweizerischer Schriftsteller
- Benedict Wong (* 1971), britischer Schauspieler

### Familienname
- Clotilde Benedikt (1868–1939), österreichische Frauenrechtlerin
- Dirk Benedict (* 1945), US-amerikanischer Schauspieler
- Edmund Benedikt (1851–1929), österreichischer Rechtsanwalt und Politiker
- Erich Benedikt (1929–2023), österreichischer Ministerialbeamter, Germanist, Gymnasiallehrer und Musikschriftsteller
- Ernst Benedikt (1882–1973), österreichischer Journalist und Schriftsteller
- Friedl Benedikt (1916–1953), österreichische Schriftstellerin, Überlebende des Holocaust
- Georg Benedikt (1890–1952), deutscher Landwirt
- Gerda Benedikt (1915–1970), österreichische Sozialarbeiterin, Überlebende des Holocaust
- Günther Benedikt (1921–1948), österreichischer Politiker, St. Pöltner Bürgermeister
- Hans Benedikt (1936–2012), deutscher Ingenieur
- Hans B. Benedikt (1887–1975), deutscher Schauspieler
- Heinrich Benedikt (1886–1981), österreichischer Jurist und Historiker
- Herbert Benedikt (1925–1987), österreichischer Maler und Graphiker
- Ilse Benedikt (1918–1969), österreichische Ärztin, Überlebende des Holocaust
- Judith Benedikt (* 1977), österreichische Kamerafrau
- Julian Benedikt (* 1963), deutscher Filmregisseur und -produzent sowie Schauspieler
- Linda Benedikt (* 1972), deutschsprachige Autorin und Journalistin
- Michael Benedikt (Philosoph) (1928–2012), österreichischer Philosoph und Hochschullehrer
- Michael Benedikt (Schriftsteller) (1935–2007), US-amerikanischer Schriftsteller und Herausgeber
- Michael Benedikt (Informatiker), US-amerikanischer Informatiker und Hochschullehrer
- Moriz Benedikt (Mediziner) (1835–1920), österreichischer Neurologe
- Moriz Benedikt (Publizist) (1849–1920), österreichischer Publizist
- Rosemarie Benedikt (* 1939), österreichische Keramik- und Glaskünstlerin
- Rudolf Benedikt (1852–1896), österreichischer Chemiker
- Susanne Benedikt (1923–2014), österreichische Journalistin, Überlebende des Holocaust